# Aphelasterias changfengyingi
Aphelasterias changfengyingi is een zeester uit de familie Asteriidae.
De wetenschappelijke naam van de soort werd in 1962 gepubliceerd door Baranova & Wu.